# Regius Professor of Mathematics (St Andrews)

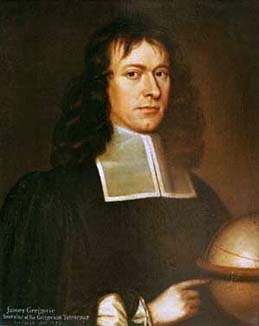
James Gregory und seine Familie dominierten den Lehrstuhl in den ersten 100 Jahren

Der Regius Professor of Mathematics ist eine Regius Professur für Mathematik an der University of St Andrews School of Mathematics and Statistics in Schottland. Die Professur wurde 1668 von Karl II. vermutlich nach einer Einflussnahme von Robert Moray gestiftet. 2013 wurde auf Stiftung von Elisabeth II. eine weitere Regius Professur für Mathematik an der University of Warwick eingerichtet, ebenfalls als Regius Professor of Mathematics bezeichnet. Anlässlich des 90. Geburtstags der Königin stiftete diese 2015 erneut zwölf Regius Professuren, von denen eine die Regius Professur of Mathematics an der University of Oxford war.
Außer dieser Regius-Professur gab und gibt es an St Andrews keine weitere Regius-Professur, was die Universität von den anderen fünf Universitäten unterscheidet, die bis 2013 überhaupt Regius-Professuren beherbergten. Die übrigen Universitäten sind die University of Oxford, University of Cambridge, University of Aberdeen, University of Edinburgh und die University of Dublin.

## Geschichte der Professur
Die Professur wurde von Karl II. eingerichtet, um es James Gregory zu ermöglichen, seine Arbeit in der Heimat fortzusetzen. Gregory war mit 30 Jahren zum Fellow der Royal Society gewählt worden und hatte seinen Ruhm mit Arbeiten in Flandern, Paris, Rom und Padua begründet. Die Professur, die 1668 speziell für ihn eingerichtet wurde erregte aber auch die Eifersüchteleien seiner Kollegen an der Universität, so dass Gregory sie 1674 verließ, um eine neue Stelle an der University of Edinburgh anzunehmen, wo er ein Jahr später im Alter von nur 36 Jahren an einem Schlaganfall verstarb.
Gregorys Nachfolger wurden nicht wegen ihrer mathematischen Befähigungen ausgewählt. Die Professur hatte wenig akademischen Glanz. Lange Zeit waren die mathematischen Lehren nicht das vordringliche Ziel der Professur. Robert Haldane wurde mehr wegen seiner Beziehungen in der anglikanischen Kirche ernannt, als für seine mathematischen Fähigkeiten. Hierfür wurden auch talentiertere Personen übergangen. Trotzdem wurden seine Fähigkeiten gelobt, so erwähnt ein Zeitgenosse: ... it was well known that his mathematical drilling was the most successful ever exhibited in any of our Scottish colleges.
Während Peter Redford Scott-Lang, Inhaber der Professur von 1879 bis 1921, noch keine mathematische Forschung betrieb, sondern sich rein auf Lehre konzentrierte, so änderte sich der Anspruch mit der Berufung von Herbert Westren Turnbull erheblich. Seither ist der Lehrstuhl eine hervorragende Adresse in der europäischen Forschung.

## Inhaber
| Name                     | Namenszusatz | von  | bis      | Anmerkung |
| ------------------------ | ------------ | ---- | -------- | --- |
| James Gregory            |              |      | 1674     | Zu Ehren des ersten Regius Professors gab St Andrews 2015 die Einrichtung des James Gregory Professor of Applied Mathematics bekannt.                                                               |
| William Sanders          |              |      | 1688     | Sanders verließ den Lehrstuhl zugunsten einer Schulleiterstelle aus unbekannten Gründen. |
| James Fenton             |              |      | 1690     | Sowohl die Gründe für die Ernennung Fentons, als auch für das schnelle Ende der Amtszeit sind nicht bekannt.                                                                                        |
|                          |              |      | 1707     | vakant – Es ist unbekannt, ob es juristische Hindernisse für die Besetzung gab. Jedenfalls wurde der Lehrstuhl bis zum Tode Fentons nicht besetzt.                                                  |
| Charles Gregory          |              |      | 1739:116 | Charles war der Neffe von James Gregory und wurde mit nur 26 Jahren ernannt. |
| David Gregory:116        |              |      | 1765     | |
| Nicolas Vilant           |              |      | 1807     | Aufgrund einer rheumatischen Erkrankung konnte Vilant kaum selbst lehren. Er ernannte aber eine Serie von wohlgewählten Dozenten, die den Ruf der Professur und des Lehrstuhls verbesserte.         |
|                          |              |      | 1809     | vakant |
| Robert Haldane           |              |      | 1820     | Haldane war weniger wegen seiner mathematischen Fähigkeiten ernannt worden, sondern wegen seines politischen Geschicks in der Church of Scotland.                                                   |
| Thomas Duncan:185        |              |      | 1858     | Die verschiedenen Quellen widersprechen sich im Jahr des Wechsels von Duncan zu Adams. |
| John Couch Adams         |              |      | 1858     | Adams folgte George Peacok 1859 für 32 Jahre als Professor in Cambridge. |
| William L. F. Fischer    |              |      | 1877     | |
| George Chrystal          |              |      | 1879     | Die Dauer der Professur war so kurz, dass Chrystal keinen bleibenden Eindruck hinterließ.:423 (Fußnote 54) Chrystal verließ den Lehrstuhl zugunsten einer Professur an der University of Edinburgh. |
| Peter Redford Scott Lang |              |      | 1921     | |
| Herbert Westren Turnbull |              |      | 1950     | |
| Edward Thomas Copson     |              |      | 1969     | |
| John Mackintosh Howie    |              |      | 1997     | |
|                          |              | 1997 | 2015     | vakant |
| Igor Rivin               |              | 2015 | 2017     | |
| Kenneth J. Falconer      |              | 2017 | heute    | Falconer lehrte nach einem Studium in Cambridge seit 1993 in St Andrews. |